# Rhonda Heath
Rhonda Heath (* 19. Juli um 1955 in New York City) ist eine US-amerikanische Sängerin.

## Leben
Rhonda Heath begann im Alter von fünf Jahren mit dem Klavierspiel. Am Adrian College in Adrian, Michigan, studierte sie Musikpädagogik, danach nahm sie Schauspielunterricht.
Bei einem ihrer Auftritte in einem New Yorker Club wurde sie von Sylvester Levay und Michael Kunze entdeckt, die sie 1976 als Ersatz für Linda G. Thompson für die erfolgreiche Frauen-Discoband Silver Convention nach München holten. Die zu ihrer Zeit veröffentlichte Single Everybody’s Talkin’ ’bout Love erzielte in den britischen Musikcharts Platz 25. 1977 erreichte die Formation mit dem Song Telegram beim Eurovision Song Contest in London den achten Platz und konnte ihn auf Platz 27 der deutschen Charts platzieren. Das Album Summernights / Golden Girls erreichte im gleichen Jahr in den Vereinigten Staaten Platz 71, die Kompilation Greatest Hits im Vereinigten Königreich Platz 34 und in den Vereinigten Staaten den ersten Platz.
Nach der Auflösung im Jahr 1979 veröffentlichte sie bei Kunzes Münchener Musiklabel Karma ihre erste Solo-Single. Ende 1981 gewann sie mit ihrem Song Forever and more bei einem Song-Festival in Seoul, Südkorea, den dritten Platz. Bis 1983 folgten weitere Singles und zwei Alben. 1985 ersetzte sie im Disco-Trio La Mama Judy Cheeks. Das Trio löste sich im selben Jahr dann auf. Heath arbeitete auch als Gast- und Studiosängerin für andere bekannte Interpreten. Als solche nahm sie 1985 für Gary Lux und 1994 für Mekado nochmals am Eurovision Song Contest teil.
Sie ist verheiratet und lebt heute noch in München.

## Diskografie
(hier nur Solo-Veröffentlichungen)
Alben:
- 1982: It’s Rock ’n’ Roll That’s All (Global Records & Tapes)
- 1983: Neonlight Love Affairs (Global Records & Tapes)

Singles:
- 1977: It Hurts So Good / Shot Down in Flames (Karma)
- 1980: Get Up and Rock / Rendezvous (Karma)
- 1982: Forever and More / Are You Ready (Global Records & Tapes)
- 1983: Pac-Man / Sweet on Him (Global Records & Tapes)
- 1983: 365 Nights / Once He’s Gonna Stay Forever (Global Records & Tapes)